# Polonezköy
Polonezköy (significado en turco: Pueblo de los polacos) o con su nombre original Adampol es un municipio dentro del distrito Beykoz de la provincia de Estambul, Turquía. Fue fundado como un pueblo rural en los años 1840s para albergar a refugiados polacos. Lleva el nombre del príncipe Adam Czartoryski quien encomendó este proyecto a Mehmet Sadık Pasha o Michał Czajkowski, que realizó personalmente las negociaciones con el gobierno otomano en Constantinopla (hoy Estambul), durante 1841-42 y, después, se convirtió al islam y entró al servicio del Imperio Otomano.
La población del pueblo fueron naturalizados en 1938 y las tierrar que tradicionalmente ocupaban fueron registrados como su propiedad en los 60s del siglo pasado. 
Hoy el municipio es más una atracción turística que un pueblo rural de agricultura y ganadería. La mayoría de su población de unas mil persona la constituyen turcos pero todavía existe una comunidad autóctona de 40-50 ciudadanos turcos de origen polaco.

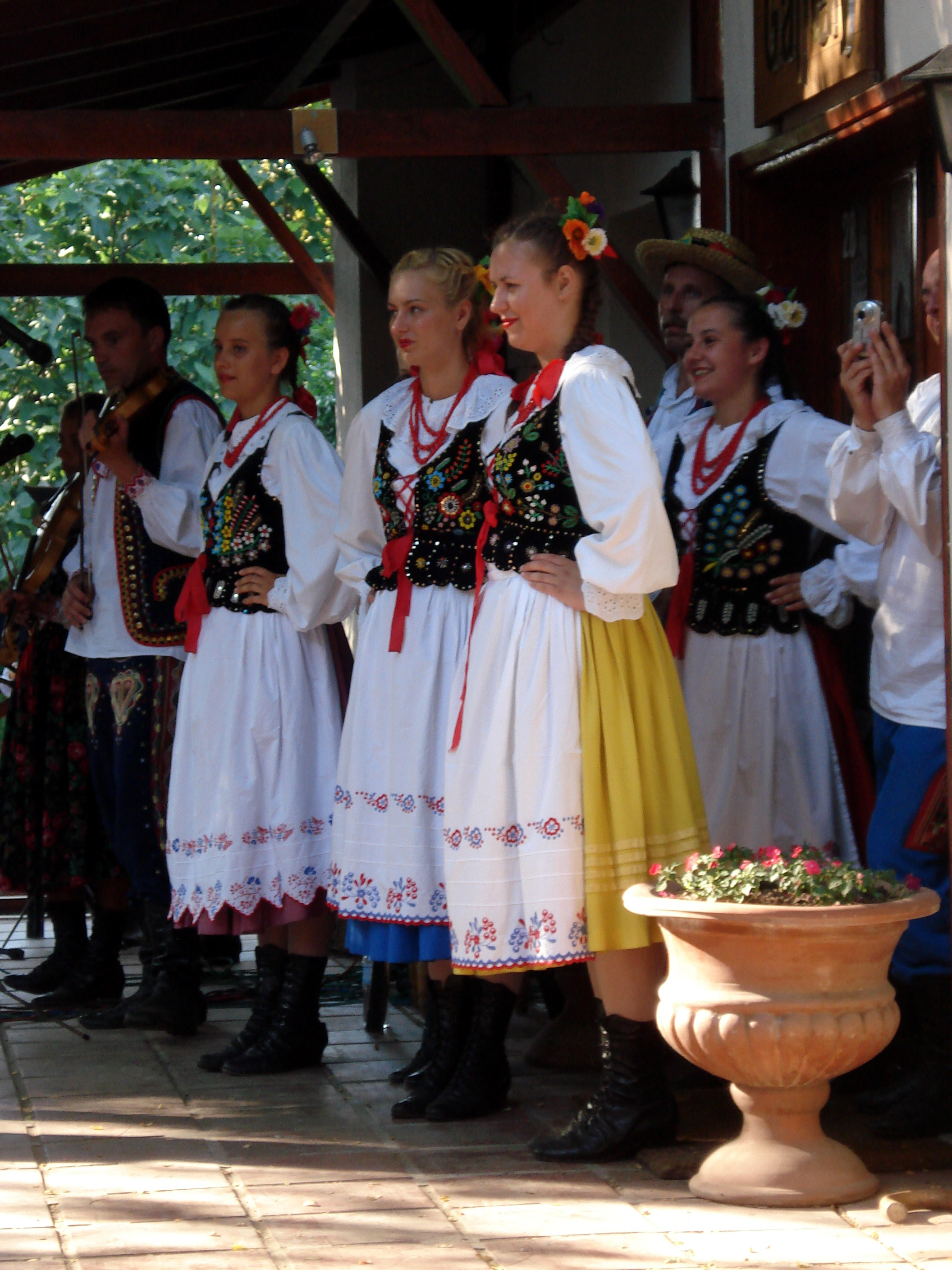
Bailarinas en el Festival de Cerezas de Polonezköy

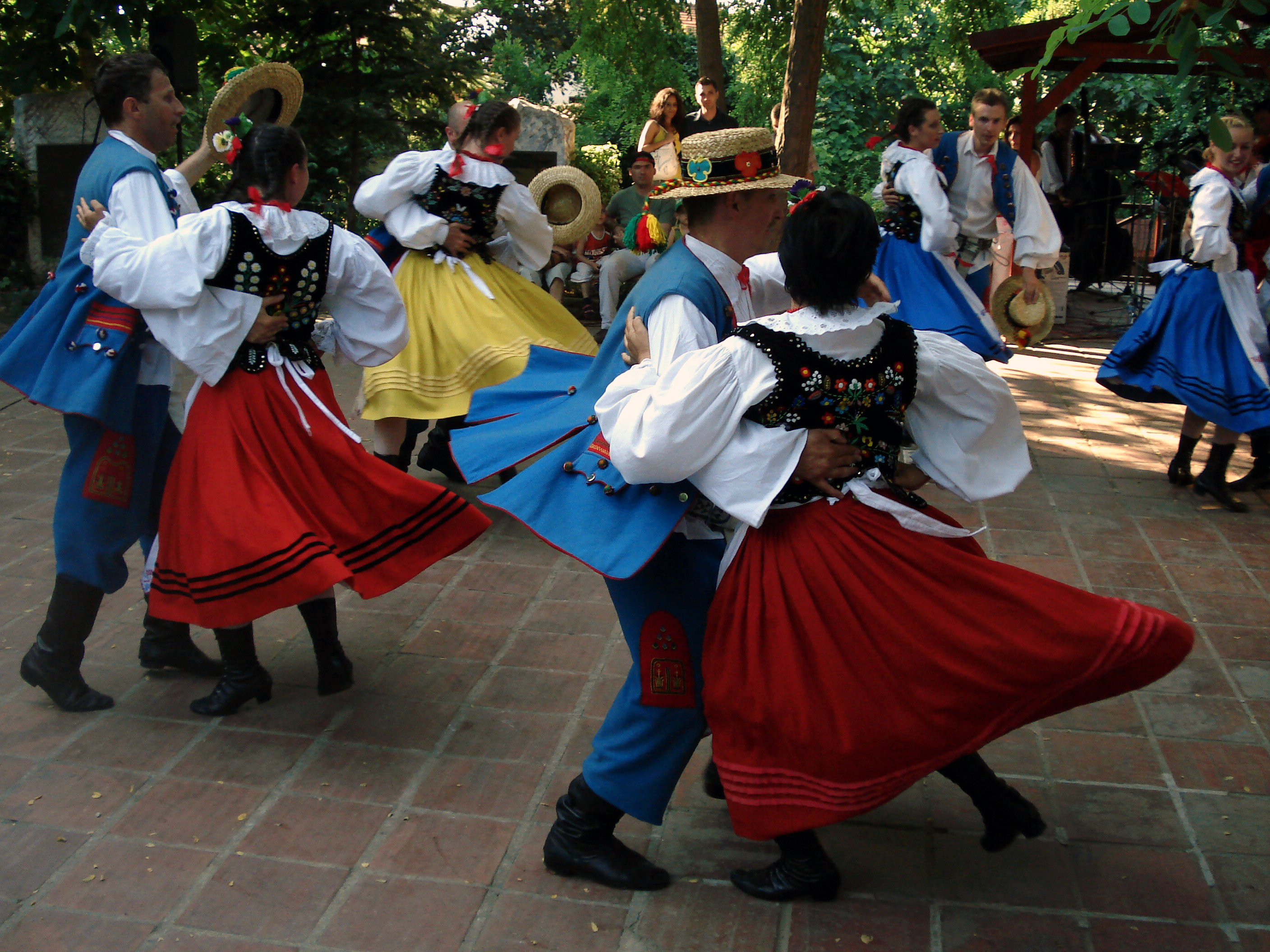
Baile polaco durante el Festival de Cerezas